# Juan Bautista Plaza
Juan Bautista Plaza Alfonso va néixer a Caracas, Veneçuela, el 19 de juliol de 1898 i va morir en aquella mateixa ciutat l'1 de gener de 1965. Va ser un compositor, musicòleg i educador veneçolà.
En 1916, quan va finalitzar l'educació secundària, va començar a estudiar teoria de la música; en principi no es va dedicar inicialment a ella, ja que primer va cursar un any de la carrera de Dret i dos de la de Medicina. En 1920 es va anar a estudiar a l'Institut Superior de Música Sagrada de Roma i, en 1923, va obtenir el títol de professor de composició de música sacra. Després del seu retorn a Veneçuela va ser nomenat Maestro de Capella de la catedral de Caracas, càrrec que va exercir fins a l'any 1948.
Algunes de les seves obres més rellevants són El picacho abrupte, Poema Simfònic, Cantata de Nadal, Les campanes de Pasqua, Les hores, La font abandonada,soprano i orquestra, Poema líric Vigília, Fugida criolla i Fugida romàntica, Elegia per a orquestra i timbala i Elegia per a corno anglès i quartet d'arcs. Entre les seves composicions de música sacra es troben Missa en fa, Missa de l'esperança i Requiem a la memòria de la seva mare. També va compondre música folklòrica, com El Curruchá que és considerat un bon representant del joropo llanero veneçolà.